# Schwedensäule

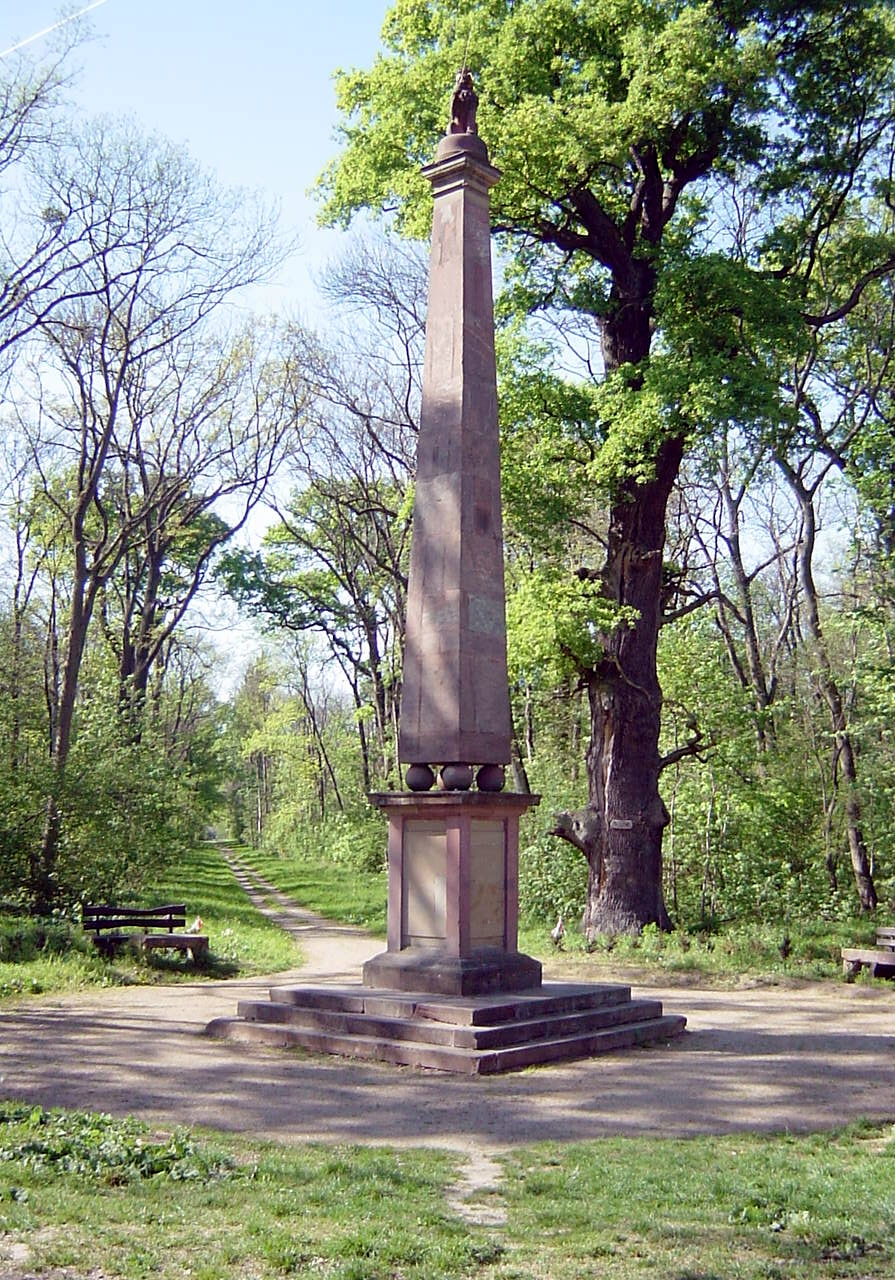
Schwedensäule, Erfelden

Schwedensäule. Dankaerts, Historis 1642

Schwedensäule (svenska: Sverigepelaren) är en minnesvård väster om dåvarande tyska byn Erfelden (numera stadsdelen Erfelden i Riedstadt, Hessen) vid floden Rhen. Schwedensäule består av en obelisk av rödaktig sandsten på vilken ett marmorlejon sitter med sluten hjälm, krona på huvudet och ett förgyllt svärd i högra tassen.
Gustav II Adolf lät sin fästningsbyggmästare Matthäus Staud ställa upp pelaren vid Rhenstranden till minne av att han med sina trupper gick över floden vid denna plats den 17 december 1631.
Den svenska härens övergång av Rhen under det trettioåriga kriget gjorde det möjligt för Gustaf II Adolf att erövra den rika biskopsstaden Mainz. Obelisken står numera i naturreservatet Kühkopf-Knoblochsaue i Riedstadt-Erfelden, ett stycke från floden. På grund av stigande vatten har den flyttats flera gånger, en gång på Karl XII:s bekostnad. I slutfasen av andra världskriget skadades den när amerikanska trupper gick över floden, men restaurerades med stöd från Sverige 1962.